# Bang Muang, Nonthaburi
Bang Muang (tiếng Thái: บางม่วง, phát âm [bāːŋ mûa̯ŋ]) là một trong tám phó huyện (tambon) của huyện Bang Yai, ở Nonthaburi (tỉnh), Thái Lan. Phó huyện xung quanh (theo chiều kim đồng hồ) là Bang Mae Nang, Sao Thong Hin, Bang Len, Bang Khu Wiang, Plai Bang, Sala Klang và Bang Yai. Vào năm 2020 tổng dân số ở đây là 19.518 người.

## Phân cấp hành chính

### Hành chính trung tâm
Phó huyện được chia thành 15 làng (muban).
| No. | Tên                                       | Tiếng Thái                 |
| --- | ----------------------------------------- | -------------------------- |
| 01. | Ban Prang Luang (Ban Ban Muang)           | บ้านปรางค์หลวง (บ้านบางม่วง)   |
| 02. | Ban Lang Wat Phikun Ngoen (Ban Ban Muang) | บ้านหลังวัดพิกุลเงิน (บ้านบางม่วง) |
| 03. | Ban Ban Muang                             | บ้านบางม่วง                  |
| 04. | Ban Ban Muang                             | บ้านบางม่วง                  |
| 05. | Ban Khlong Bang Sano (Ban Bang Sano)      | บ้านคลองบางโสน (บ้านบางโสน)  |
| 06. | Ban Bang Sano Noi (Ban Bang Sano)         | บ้านบางโสนน้อย (บ้านบางโสน)   |
| 07. | Ban Hua Khu Nai                           | บ้านหัวคูใน                   |
| 08. | Ban Hua Khu Nok                           | บ้านหัวคูนอก                  |
| 09. | Ban Bang Krang                            | บ้านบางกร่าง                 |
| 10. | Ban Nak Kiao                              | บ้านนาคเกี้ยว                 |
| 11. | Ban Bang Muang                            | บ้านบางม่วง                  |
| 12. | Ban Khlong Yai Chap (Ban Bang Muang)      | บ้านคลองยายจับ (บ้านบางม่วง)   |
| 13. | Ban Khlong Khwang (Ban Bang Muang)        | บ้านคลองขวาง (บ้านบางม่วง)    |
| 14. | Ban Khlong Lat                            | บ้านคลองลัด                  |
| 15. | Ban Bang Sano Phatthana 2                 | บ้านบางโสนพัฒนา 2            |

### Hành chính địa phương
Khu vực phó huyện được chia thành hai tổ chức hành chính địa phương.
- Phó huyện Bang Muang (tiếng Thái: เทศบาลตำบลบางม่วง)
- Phó huyện Ban Bang Muang (tiếng Thái: เทศบาลตำบลบ้านบางม่วง)